# チャンカカ
チャンカカ(Chancaca)は、ボリビア、チリ、ペルーの温かいスイートソースである。サトウキビから作る生の粗糖から作り、しばしばオレンジピールやシナモン等で風味づ付けられる。ソパイピージャやピカロネスに用いられる。
また、チャンカカという言葉は、チャンカカのシロップを作る際に用いる粗糖であるパネラ の同義語としても用いられる。
コロンビアでは、チャンカカスは伝統的なココナッツのキャンディーである。